# Portret brygadiera Józefa Piłsudskiego
Portret brygadiera Józefa Piłsudskiego – obraz olejny polskiego malarza Jacka Malczewskiego z 1916 roku, znajdujący się w zbiorach Muzeum Narodowego w Warszawie.
Portret powstał w 1916 roku. Artysta namalował Józefa Piłsudskiego jako brygadiera Legionów Polskich. Jest to portret w popiersiu, en trois-quarts, na tle pejzażu. Obraz namalowany został farbą olejna na desce dębowej. Dzieło o wymiarach 58 x 73,5 cm (w ramie 78 cm x 101,5 cm x 10,5) jest sygnowane w lewym dolnym rogu: J Malczewski | .1916..
Malczewski przedstawił na lewo od twarzy portretowanego „eteryczną” boginię zwycięstwa Nike. Jest to przejaw symbolizmu, którego malarz był przedstawicielem. Pierwotnie artysta zamierzał umieścić orła symbolizującego górnolotne myśli Piłsudskiego. Od tego zamiaru odwiódł go sam portretowany. Przed 1947 rokiem obraz zdobił wnętrze dworku Piłsudskich w Sulejówku. Wraz z innymi obrazami i meblami został wywieziony. Odnaleziono go w pałacu w Helenowie. Portret brygadiera znajduje się w „Dziale zbiorów sztuki polskiej do 1914 roku” Muzeum Narodowego w Warszawie. Nie jest prezentowany w ekspozycji stałej. Muzealny nr inwentarzowy: MP 1191 MNW.
Obraz prezentowany był na szeregu wystaw:
- 2007 – Bohater nie umiera nigdy, Muzeum Wojska Polskiego
- 2008 – Józef Piłsudski. Marszałkowi w hołdzie, Muzeum Miedzi w Legnicy
- 2008 – Józef Piłsudski. Marszałkowi w hołdzie, Muzeum Hymnu Narodowego w Będominie
- 2010 – Amor Polonus, Muzeum Pałac w Wilanowie
- 2014 – 1914, Ryga
- 2016 – W muzeum wszystko wolno, Muzeum Narodowe w Warszawie
- 2018 – Krzycząc: Polska! Niepodległa 1918, Muzeum Narodowe w Warszawie
- 2019 – Na jednej strunie: Malczewski i Słowacki. Skarby Muzeum Narodowego w Warszawie